# Vlag van Holten

Vlag van Holten
(1962-2001)

De vlag van Holten werd op 27 december 1962 bij raadsbesluit vastgesteld als de gemeentelijke vlag van de Overijsselse gemeente Holten. Op 1 januari 2001 ging de gemeente op in de gemeente Rijssen-Holten, waardoor de vlag als gemeentevlag kwam te vervallen.

## Beschrijving
De beschrijving luidt: 
Twee evenlange banen van groen en rood, met op het midden van het groen een gele zespuntige ster, en op het midden van het rood een gele zwijnskop.
De kleuren en elementen zijn ontleend aan het gemeentewapen. De ster staat symbool voor de maagd Maria; de zwijnskop verwijst naar de drie zwijnskoppen in het wapen. Het ontwerp was van Kl. Sierksma.

## Verwante symbolen

Wapen van Holten

Ambt Delden 
· Avereest 
· Bathmen 
· Blokzijl 
· Brederwiede 
· Den Ham 
· Denekamp 
· Diepenheim 
· Diepenveen 
· Genemuiden 
· Goor 
· Gramsbergen 
· Hasselt 
· Heino 
· Holten 
· IJsselham 
· IJsselmuiden 
· Markelo 
· Nieuwleusen 
· Noordoostpolder 
· Olst 
· Ootmarsum 
· Rijssen 
· Stad Delden 
· Steenwijk 
· Steenwijkerwold 
· Urk 
· Vollenhove 
· Vriezenveen 
· Wanneperveen 
· Weerselo
· Wijhe 
· Zwartsluis 
· Zwollerkerspel